# VI Krajowe Zawody Balonów Wolnych o Puchar im. płk. Aleksandra Wańkowicza
VI Krajowe Zawody Balonów Wolnych o Puchar im. płk. Aleksandra Wańkowicza – zawody balonowe zorganizowane 25 września 1933 w Legionowie.

## Historia
W Legionowie zawodnicy mieli do dyspozycji hangar zbudowany w 1926 roku, który mógł pomieścić w razie złej pogody 6–7 napompowanych balonów.  Balony wystartowały o 10-tej rano z pola wzlotów przy hangarze balonowym w Legionowie. W zawodach wzięło udział 7 balonów, które zostały napełnione wodorem. Balony startowały w odstępach 5 minutowych w następującej kolejności: Poznań, Kraków, Warszawa, Hel, Gniezno, Jabłonna i Lwów.
Ponieważ wiały wiatry południowe nie było możliwości odbycia długiego lotu. Utrzymująca się piękna pogoda pozwalała podczas zawodów wykorzystywać do manewrowania nie tylko prognozy meteorologiczne, ale również obserwować manewry sąsiednich balonów na różnych wysokościach. Porucznik Zakrzewski sprawnie ominął cypel graniczny i lecąc wydłuż granicy wylądował w Lubawie. Startował on na najmniejszym balonie wyprodukowanym przez Wytwórnię Balonów i Spadochronów w 1932 roku.
Na terenie hangaru i pola wzlotów po II wojnie światowej zostało zbudowane osiedle Piaski.

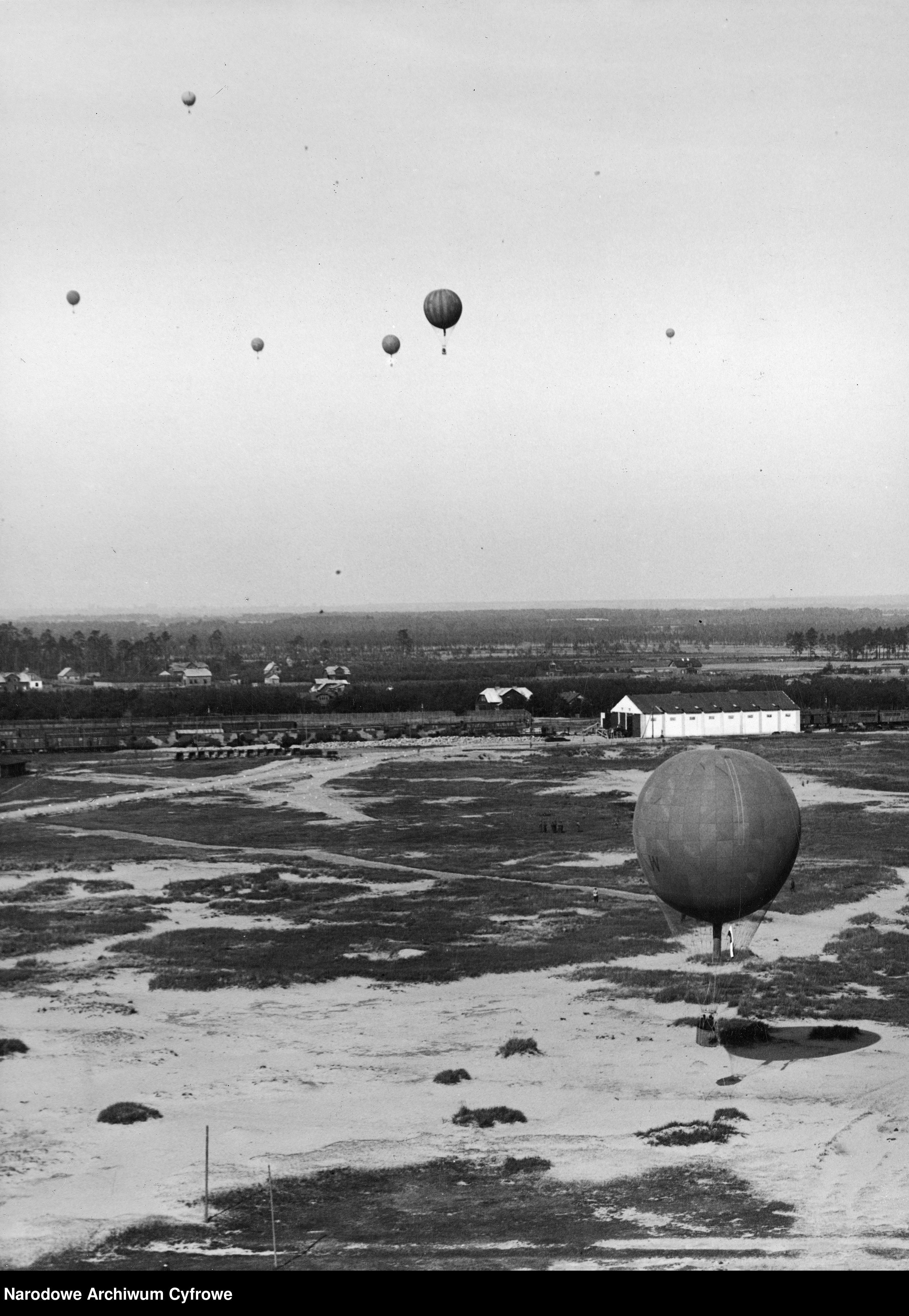
Start balonu Lwów z załogą porucznikiem Michałem Filipkowskim i porucznikiem Michałem Mikulskim z 1 Batalionu Balonowego z Torunia podczas VI Krajowych zawodów Balonów Wolnych o Puchar im. płk. Wańkowicza

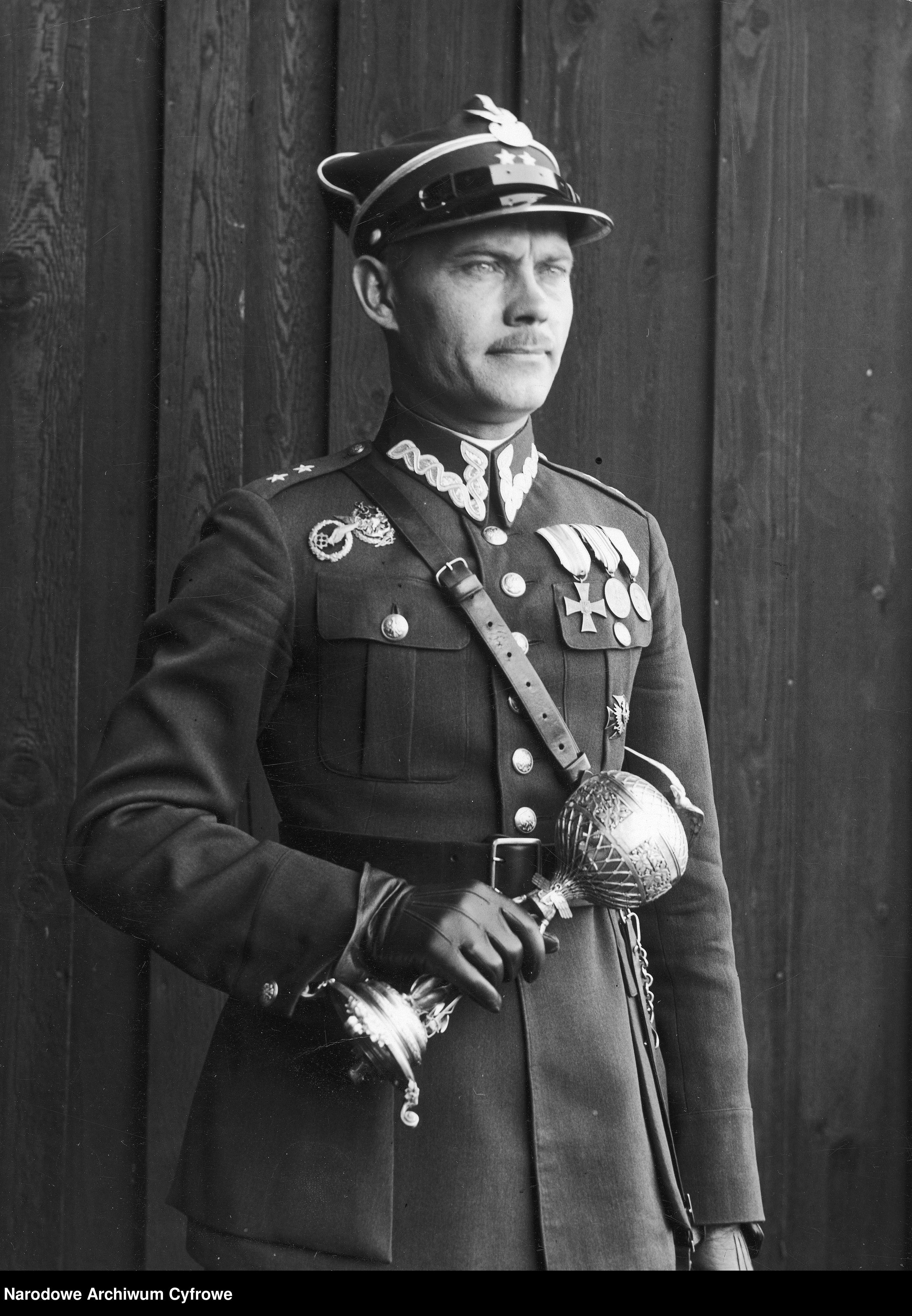
Zwycięzca zawodów Jan Zakrzewski z pucharem.

## Zawodnicy
W zawodach wzięło udział 13 oficerów: 5 z 1 Batalionu Balonowego ( por. Stanisław Brenk, por. Michał Filipkowski, por. Antoni Janusz, por. Tadeusz Kasprzycki i por. Michał Mikulski), 5 z 2 Batalionu Balonowego (por. Jan Bloch, por. Antoni Stencel, por. Stanisław Foltański, por. Seweryn Łaźniewski, por. Michał Ptasiński) oraz przedstawiciel Departamentu Aeronautyki Ministerstwa Spraw Wojskowych Jan Zakrzewski i przedstawiciel Ekspozytury Centrali Odbiorczej nr VIII w Leninowie por. Władysław Pomaski. W zawodach nie wystartowali Burzyński i Hynek, którzy 2 września wzięli udział  i wygrali w zawodach o Puchar Gordona Bennetta w USA.

## Wyniki
| Zajęte miejsce | Nazwa balonu    | Załoga pilot pomocnik pilota                  | km    | Miejsce lądowania |
| -------------- | --------------- | --------------------------------------------- | ----- | ----------------- |
| 1.             | Gniezno 400 m³  | por. Jan Zakrzewski                           | 121,8 | Lubawa            |
| 2.             | Hel, 750 m³     | kpt. Konstanty Piotrowicz por. Antoni Stencel | 111,3 |                   |
| 3.             | Lwów 750m³      | por. Michał Filipkowski por. Michał Mikulski  | 110,7 |                   |
| 4.             | Poznań 750 m³   | por. Foltański por. Jan Bloch                 | 110,1 |                   |
| 5.             | Warszawa 750m³  | por. Władysław Pomaski por. Antoni Janusz     | 103,8 |                   |
| 6.             | Kraków 750m³    | por. Tadeusz Kasprzycki por. Stanisław Brenk  | 102   |                   |
| 7.             | Jabłonna 750 m³ | por. Seweryn Łaźniewski por. Michał Ptasiński | 98,1  |                   |

## Nagrody
Komisja sędziowska w składzie: pp. Hilary Grabowski jako przewodniczący oraz ppłk. Jan Tadeusz Wolszleger, ppłk. Julian Sielewicz, mjr Konstanty Kamieński podczas obrad w dniu 26 września ustaliła zwycięzców i przyznała nagrody. Nagrody wręczono 28 września po mszy odprawionej w hangarze balonowym z okazji święta pułkowego 2 batalionu balonowego. Puchar wręczył porucznikowi Zakrzewskiemu płk. Aleksander Wańkowicz.